# Russische militaire begraafplaats in Hausdülmen
De Russische militaire begraafplaats in Hausdülmen is een militaire begraafplaats in de gemeente Dülmen in Noordrijn-Westfalen, Duitsland. Op de begraafplaats liggen omgekomen Russische, Poolse en Roemeense militairen uit de Eerste en Tweede Wereldoorlog.

## Begraafplaats
Op de begraafplaats rusten 602 militairen, waarvan het overgrote deel van Russische komaf. De slachtoffers kwamen voornamelijk om het leven in het nabijgelegen krijgsgevangenenkamp.
In Hausdülmen was in beide wereldoorlogen namelijk een krijgsgevangenenkamp gevestigd. In dit kamp werden circa tienduizend gevangenen opgesloten. Velen van hen stierven aan ziekte en verwondingen.